# Kasteel van Trazegnies
Het kasteel van Trazegnies is een kasteel uit de 11e eeuw, gelegen in Trazegnies in de provincie Henegouwen. De eerste steen werd gelegd door Gilles I van Trazegnies. Van deze versterkte woning  zijn enkel de romaanse kelders nog overgebleven.
Na een brand in 1554 werd het kasteel herbouwd in de zestiende en de zeventiende eeuw. De gevel is in Lodewijk XIII-stijl. De onderkant van het poorthuis is dertiende-eeuws.
Het kasteel is het historisch huis van de familie De Trazegnies. Aanvang negentiende eeuw verhuist de familie naar het Kasteel van Corroy-le-Château.
Het landgoed werd in 1926 overgedragen aan de staat.